# Echinopsis tiegeliana
Echinopsis tiegeliana là một loài thực vật có hoa trong họ Cactaceae. Loài này được (Wessner) D.R.Hunt mô tả khoa học đầu tiên năm 1991.